# Muscicapa williamsoni
El papamoscas de Williamson (Muscicapa williamsoni) es una especie de ave paseriforme de la familia Muscicapidae propia del sudeste asiático. Su nombre conmemora al naturalista inglés y asesor financiero del gobierno de Siam, Walter James Franklin Williamson (1867-1954).
Anteriormente se consideraba una subespecie del papamoscas pardo.

## Distribución y hábitat
Es un pájaro migratorio que cría en el sur de Birmania y el norte de Tailandia, y pasa el invierno en la península malaya, Sumatra y el norte de Borneo.  